# Kutek
Kutek – część wsi Jeziorzany w Polsce, położona w województwie małopolskim, w powiecie krakowskim, w gminie Liszki.
W latach 1975–1998 Kutek administracyjnie należał do województwa krakowskiego.